# تقسيم الممتلكات
تقسيم الممتلكات (بالإنجليزية: Division of property)، المعروف أيضًا باسم التوزيع العادل أو تقسيم الممتلكات بين الزوجين، هو تقسيم قضائي للمتلكات والتزاماتها بين الزوجين أثناء الطلاق، يمكن أن يتم ذلك بالاتفاق بينهما من خلال تسوية للممتلكات، أو بموجب مرسوم قضائي. 
توزيع الممتلكات هو تقسيم -بسبب الوفاة أو فسخ الزواج- الممتلكات التي كان يمتلكها المتوفى، أو المكتسبة أثناء الزواج، وتستخدم هذه القاعدة في الولايات المتحدة وإنجلترا وبعض الدول الأخرى. 

## في قانون المملكة المتحدة
في إنجلترا وويلز، يمكن للشركاء الذين يتزوجون أو خارجون الزواج أن يتفقوا على كيفية تقسيم الأصول المشتركة والممتلكات المنفصلة دون تدخل المحاكم. عندما يتعذر التوصل إلى اتفاق، قد يُطلب من المحاكم تحديد تقسيم عادل ومنصف. أعطت قضية (ميلر ضد ميلر) الزوجة نسبة كبيرة من مكاسب الزوج الأخيرة الناتجة عن التعاملات في المدينة على الرغم من أن الزواج كان قصير العمر. 

## في قانون الولايات المتحدة
في عام 1994 كانت هناك قضية بين الزوجين فريجسون تحت رقم 639 So.2d 921،  حيث وصفت المحكمة التوزيع العادل للممتلكات الزوجية عند الطلاق بأنه أكثر إنصافًا أو إنصافًا من نظام الملكية المنفصل، قد تنظر المحكمة في عوامل مثل "المساهمة الكبيرة في تراكم الممتلكات والسوق والقيمة العاطفية للأصول والضرائب وغيرها من العواقب الاقتصادية للتوزيع واحتياجات الأطراف وأي عامل آخر ذو صلة بنتيجة منصفة. 
كان الإنصاف هو المبدأ السائد الذي ستستخدمه المحكمة. سيتم النظر في مدفوعات النفقة والتزامات إعالة الطفل وجميع الممتلكات الأخرى. حتى المساهمات غير الملموسة مثل المساهمات المنزلية للزوج في الأسرة ستؤخذ في الاعتبار، سواء كان ذلك الزوج يحمل أي شيء باسمه أم لا. يجوز للزوج الذي قدم اشتراكات غير ملموسة أن يدعي مصلحة عادلة في الممتلكات الزوجية عند الطلاق. 
يسمح قانون الزواج والطلاق الموحد، المادة 307 (UMDA §307)  أيضًا بالتوزيع العادل للممتلكات وسرد العوامل التي يجب على المحكمة مراعاتها، على سبيل المثال «مدة الزواج، والزواج المسبق لأي من الطرفين، والاتفاق قبل الزواج على الأطراف [التي تشبه اتفاقية ما قبل الزواج أو اتفاقية ما قبل الزواج] ، العمر، الصحة، المحطة، المهنة، مقدار ومصادر الدخل، المهارات المهنية، قابلية التوظيف، العقارات، الخصوم، واحتياجات كل من الأطراف، أحكام الوصاية...» الخ سوء السلوك الزوجي ليس عاملاً في عملية صنع القرار. 
شكل آخر من أشكال توزيع الممتلكات عند الطلاق يسمى «توزيع الممتلكات المجتمع». 
التوزيع العادل ليس هو نفسه التوزيع المتساوي. على سبيل المثال، عند فسخ الزواج الذي عملت فيه الزوجة كأم في المنزل لجزء كبير من الزواج، يجوز للمحكمة أن تمنح الزوجة حصة تزيد على 50٪ من الممتلكات الموزعة كتعويض مسبق عن حاجتها المتوقعة إلى العودة إلى القوة العاملة بأجر أقل مما كانت ستستطيع قيادته لو قضت وقتها في تطوير تجربة العمل خارج المنزل بدلاً من العمل داخل المنزل. 